# Часелька (посёлок)
Часелька — упразднённый посёлок на территории Красноселькупского района Ямало-Ненецкого автономного округа России.
В настоящее время здесь находится рыболовная фактория, которая сезонно управляется из Красноселькупа.

## География
Расположен был на левом берегу реки Таз (её протоке Сухая, напротив речного острова Часельский), в 83 км к юго-западу по прямой от райцентра, села Красноселькуп.
В 17 км к югу по прямой в реку Таз слева впадает одноимённая река Часелька.

## История
В 2006 году посёлок Часелька был упразднён в связи с прекращением существования этого населённого пункта.

## Население
| 1989 | 2002 |
| ---- | ---- |
| 6    | ↘0   |